# Казо, Артюр
Артюр Казо (фр. Arthur Cazaux; род. 23 августа 2002, Монпелье) — французский профессиональный теннисист.

## Спортивная карьера

### 2020—2021
В начале февраля 2020 года он стал финалистом Открытого чемпионата Австралии в одиночном разряде среди юношей, проиграв в финале своему соотечественнику Арольду Майо со счётом 4-6 1-6.
В середине февраля 2020 года Казо дебютировал в основной сетке ATP на Открытом чемпионате Марселя в парном разряде в паре с Гарольдом Майо в качестве приглашённых в основную сетку участников. В первом раунде они потерпели поражение от Николя Маю и Васека Поспишила в двух сетах подряд 5-7 1-6.
В паре с Майо, они также получили wildcard для участия в основном парном розыгрыше Открытого чемпионата Франции 2020 года, но потерпели поражение в первом раунде от Лукаша Кубота и Марсело Мело в двух сетах.
В мае 2021 года Казо дебютировал в одиночном разряде турнира ATP на Открытом чемпионате Женевы, получив wildcard и выиграв свой первый матч у соотечественника Адриана Маннарино в трех сетах. В этом же году дебютировал в основной сетке турниров Большого шлема в одиночном разряде на Открытом чемпионате Франции 2021 года, также получив wildcard, где потерпел поражение от Камиля Майчшака в первом круге. На том же турнире он вышел во второй раунд в парном разряде в паре с соотечественником французом Юго Гастоном.

### 2022—2023
В 2022 году Казо выиграл свой первый титул претендента в сентябре 2022 года в Нонтхабури, в Таиланде.
В январе 2023 года он выиграл свой второй титул претендента на турнире в Таиланде, победив бывшего игрока из топ-50 Ллойда Харриса. В мае Артюр получил wildcard на Открытый чемпионат Франции 2023 года. В августе Казо дебютировал на Открытом чемпионате США, где в первом раунде проиграл восьмому сеяному Андрею Рублеву.

### 2024
В начале января 2024 года стал победителем уже 3-го турнира Challenger 100 в Нумеа (Новая Каледония), в финале победив своего соотечественника Энцо Куако со счётом 6-1, 6-1.
В середине января 2024 года успешно дебютировал на Открытом чемпионате Австралии. Получив wildcard, сумел пробиться в четвертый раунд турнира, где уступил Хуберту Хуркачу. По ходу соревнования обыграл Ласло Дьере, Хольгера Руне и Таллона Грикспора.

## Рейтинг на конец года
| Год  | Одиночный рейтинг | Парный рейтинг |
| 2024 | 63                | —              |
| 2023 | 130               | 456            |
| 2022 | 382               | 1521           |
| 2021 | 297               | —              |
| 2020 | 737               | —              |
| 2019 | 1082              | —              |